# Zamami
Zamami (座間味村, Zamami-son) est un village du district de Shimajiri, situé dans la préfecture d'Okinawa, au Japon. Son nom okinawaïen est Kushigiruma.

## Géographie

### Situation
Zamami occupe une partie de l'archipel Kerama au Japon, dont font aussi partie Tokashiki, Aka, Geruma et Fukaji.

### Démographie
Au 31 mai 2024, la population de Zamami s'élevait à 886 habitants répartis sur une superficie de 16,74 km2.

## Transport
Zamami est accessible par avion et par ferry via Naha ou bien aussi via un ferry plus petit depuis l'île de Tokashiki.

## Patrimoine culturel et naturel
Le village de Zamami compte trois éléments désignés ou enregistrés comme patrimoine matériel culturel, au niveau national ou municipal,,. 
- Nom (japonais) (type d’enregistrement)

- Résidence du capitaine de vaisseau Asa (mur d’enceinte et mur hinpun) (阿佐船頭殿の石垣とヒンプン?) (Municipal)
- Résidence de la famille Takara (高良家住宅?) (National)
- Mémorial de la fondation de l’industrie de la pêche au thon (鰹漁業創始功労記念碑?) (Municipal)